# 日曜討論
『日曜討論』（にちようとうろん、Sunday Debate）は、NHKのテレビおよびラジオで放送されている討論番組である。
NHKは戦後初期頃から、毎週日曜日に『国会討論会』『政治座談会』『経済座談会』と題した国会議員、政治関係者、財界・経済専門家を招いた番組を放送し、放送時期と題材により番組名を変えた。1992年4月にこれらの番組を統合して「討論」と変更し、1994年4月から現在の番組名とした。

## 概要
おもに与野党の政治家や閣僚などをスタジオに招き、政局や国内外の情勢など諸問題について討論する。番組内の政治家の発言が、NHKや民放各局のニュース番組と新聞各紙で多く引用される。
NHK解説委員室に属する政治担当の解説委員と女性アナウンサーが司会し、放送総局報道局政経国際番組部と政治番組班が担当して、千代田区永田町に近いNHK千代田放送会館内のスタジオで制作する。
『国会討論会』の時期は、金曜日に選挙区へ帰省が多い議員らに配慮して金曜日の夜収録して日曜日に放送し、番組で要人や政治家が発言した内容を金曜夜のニュースで報道することがあった。のちに番組出演を議員らが選挙対策に利用し始め、以後は生放送を基本とする。
「与野党に問う」「党首（または幹事長・書記局長、政策責任者、国会対策委員長など）に問う」など、国内外の政治や経済を題材に国会議員ら政治家が出演する。特定の事件や事象を題材に社会情勢を取り上げ、政治家は参加せずに有識者のみが討論することもある。
出演者らは長方形に組んだテーブルを囲み、テーブルの正面奥に司会者、テーブル両側に主義や主張が相対する出演者、それぞれを配する場合が多い。
番組冒頭で直近の時事を伝え、当日の論点をまとめた録画を流し、最後に当日の番組出席者を紹介する。

## 司会

### 現在
- 伊藤雅之（NHK解説委員、2018年3月11日 - ）
- 曽我英弘（NHK解説委員、2020年度 - ）
- 山下毅（NHK解説委員長、2023年度 - ）
- 上原光紀（NHKアナウンサー、2025年5月11日 - ）

解説委員は交代で出演。
2014年度以降、出演する女性アナウンサーは当日のテーマに関するデータや番組ウェブサイトへ寄せられた視聴者の意見などを紹介する。

### 過去
NHK解説委員
- 影山日出夫
当初は解説委員の山本孝、のちに島田とそれぞれ隔週交替で進行を担当した。影山は2010年8月11日にNHK放送センター内便所で首を吊り、12日に搬送先の病院で死亡した。直近の放送は影山の担当が月間に1回程度でそれ以外は島田の担当が多く、8月1日の放送が最後の担当であった。8月15日放送回の最後に、影山は司会を259回務めたことと他界したことを告げた。
- 山本孝
- 島田敏男（2018年5月27日まで）
- 神志名泰裕（2010年9月 - 2012年度）
- 城本勝（2013年度 - 2015年6月）
- 臥雲義尚（2015年7月 - 2015年12月）
- 太田真嗣（2016年度 - 2020年度）

NHKアナウンサー
- 兼清麻美[注 10]（2012年6月10日放送分の日曜討論スペシャル「どうする“社会保障と消費増税”」のアシスタント）
- 中川緑（2014年度 - 2016年度、2019年11月10日 - 2021年3月28日）
- 松村正代（2017年4月2日 - 7月2日）
- 小郷知子（2019年4月7日 - 11月3日）
- 井上あさひ（2021年度）
- 星麻琴（2022年度 - 2023年度）
- 牛田茉友（2017年7月9日 - 2019年3月31日・2024年4月7日 - 2025年4月13日）　
  - 牛田は、2025年夏に予定される第27回参議院議員通常選挙において、東京選挙区から国民民主党公認で立候補することを発表し、同年4月18日付でNHKを退職した[3][4]。

## 放送時間・チャンネル
放送時間
毎週日曜日 9:00 - 10:00
生放送と事前収録がある。新年最初の放送や大きなテーマを扱う場合、2部構成の場合などは時間枠を拡大する。
チャンネル
通常は上記時間に以下の各波で放送される。
- 総合テレビ[注 13]
- ラジオ第1
- NHKワールド・プレミアム[注 14]
ニュース番組の時差放送が多くなるオリンピック期間中でも、番組休止しない限り国内は同時放送する。
- NHKワールド・ラジオ日本
2010年4月より国内同時放送を開始した[注 15]。衛星ラジオのみ放送する。

生放送以外による放送
NHKワールド・ラジオ日本：日本時間で月曜日 1:00 - 2:00（放送時間枠拡大の場合あり）
録音による時差放送となる。
放送を終了したチャンネル
- BShi - 2005年3月まで、時差放送された。
- BS2[注 17] - 難視聴対策放送およびチャンネル自体の終了に伴い、2011年3月27日放送分をもって打ち切られた。
- NHKワールドTV - 英語放送強化による番組改編で2008年3月30日放送分をもって打ち切られた。

## 特集番組
衆議院議員総選挙、参議院議員通常選挙といった国政選挙には選挙期間中と投票後に各政党が出演する特集番組が何本か放送される。全て総合テレビとNHKワールド・プレミアム（ノンスクランブル）での放送が前提となっており、ラジオ第1、NHKワールド・ラジオ日本での放送時間が異なることがある。
選挙期間中の日曜日・日曜討論の時間ないしは『NHKスペシャル』が放送される21時台、及び投票翌日の19時台・20時台に放送される。国会討論会時代は『選挙討論会』として放送された。開票が投票日の翌日に行う時、投票日の21時から特集番組を放送する。
開票番組では『日曜討論』司会者のどちらかが出演し、NHKの開票速報本部と各政党・団体の選挙対策本部にいる党首・代表者を中継回線で結んだ討論会が行われる。翌日開票で投票日に開票番組を放送しない時は21時台に討論形式の特集番組を放送した。
投票日の『日曜討論』は公職選挙法により、投票締め切り24時間前から（投票日前日の土曜日午後8時から投票日当日の日曜日午後8時まで）選挙活動が禁止される（放送にも制約がかかる）ことと、開票速報の準備作業のために放送しない。投票日に『日曜討論』が休止となった場合は別番組を編成する。
衆参の補欠選挙や統一地方選挙、あるいは東京都議会議員選挙の投票日は、政治家の出演がなくゲストが有識者だけになる場合が多い。

## 雑記
新年最初の放送は、与野党の党首らが議席順に登場し、司会者と対談形式で新年の抱負を語る。
NHKオンデマンドの「見逃し番組サービス」は2010年4月の放送分から2020年2月放送分まで、他番組は14日間配信されているが、当番組のみ7日間で配信を終了した。2020年3月1日放送分からNHKプラスの同時配信・見逃し配信へ移行した。
政治部出身の海老沢勝二（元NHK会長）は会長在任時も頻繁に放送現場に立ち会った。
スタジオのカメラマンもスーツを着用する。
2022年4月10日からNHKワールド JAPANウェブサイトで本番組の同時配信を開始する。日本国内のインターネット視聴は、類似サービスのNHKプラスや受信料制度と整合性の観点から配信対象外で、不可能である。